# Feldbahn der Raths-Ziegelei
| Streckenverlauf der Feldbahn der Raths-Ziegelei |                     |                                    |                                    |
| Streckenlänge: | 1,5 km              |                                    |                                    |
| Spurweite: | 600 mm (Schmalspur) |                                    |                                    |
| |                     |                                    |                                    |
| \| \| 0 \| Raths-Ziegelei um 1945 stillgelegt \| Raths-Ziegelei um 1945 stillgelegt \| \| \| \| \| \| \| \| \| B 167 (Eberswalder Straße) \| \| \| \| \| Kirchenziegelei 1961 stillgelegt \| \| \| \| \| Hammerthal \| \| \| \| 1,5 \| Südgrube \| Südgrube \| |                     |                                    |                                    |
| Betriebs-/Güterbahnhof Streckenanfang (Strecke außer Betrieb) | 0                   | Raths-Ziegelei um 1945 stillgelegt | Raths-Ziegelei um 1945 stillgelegt |
| Strecke (außer Betrieb) · Betriebs-/Güterbahnhof Streckenanfang (Strecke außer Betrieb) |                     |                                    |                                    |
| Bahnübergang (Strecke außer Betrieb) · Bahnübergang (Strecke außer Betrieb) |                     | B 167 (Eberswalder Straße)         | B 167 (Eberswalder Straße)         |
| Blockstelle (Strecke außer Betrieb) · Strecke nach links (außer Betrieb) · Strecke von rechts (außer Betrieb) |                     | Kirchenziegelei 1961 stillgelegt   | Kirchenziegelei 1961 stillgelegt   |
| Abzweig geradeaus und von links (Strecke außer Betrieb) · Strecke nach rechts (außer Betrieb) |                     | Hammerthal                         | Hammerthal                         |
| Betriebs-/Güterbahnhof Streckenende (Strecke außer Betrieb) | 1,5                 | Südgrube                           | Südgrube                           |

Die Feldbahn der Raths-Ziegelei war eine 1,5 km lange Feldbahn mit einer Spurweite von 600 mm bei Freienwalde an der Oder.

## Streckenverlauf
Die Feldbahn begann an der Ziegelei der Firma Rath, überquerte die B 167 (Eberswalder Straße) und führte dann parallel zur Straße und dem Reichsbahn-Anschlussgleis der Kirchenziegelei am Kaninchenberg vorbei ins Hammerthal. Sie überquerte den Weg dreimal: An der Kirchenziegelei, wo heute noch etwa 160 m eingepflasterte Gleise erhalten sind, beim Gehöft der Familie Werner und direkt am Eingang zur Grube bevor sie in der Südgrube endete.

## Geschichte
Der Ursprung der Raths-Ziegelei Freienwalde geht bis ins Jahr 1735 zurück. Anfangs war sie im Besitz der Stadt und wurde jeweils von einem Pächter betrieben. Sie wurde später von den Brüdern Zierach und anschließend von Willi Herms erworben, bevor dieser sie an J.F. Benekendorff (1813–1878) verkaufte. Nach dessen Tod übernahm erst sein Sohn Franz Ullrich Benekendorff (1848–1904) und später sein Enkel Georg Franz Wilhelm Benekendorff (1878–1914) die Leitung der Ziegelei.
Außer nach einem anfangs nach einem Schweizer System hergestellten Dachziegeln, den sogenannten Strangfalzziegeln, wurden um 1925 mit einer 4 PS starken  Dampfmaschine Mauerziegel hergestellt.